# Geoikonometria
Geoikonometria – system dyscyplin studiujących ogólną teorię, metodę i środki pomiarów na podstawie geoprzedstawień.
Rodzaje geoikonometrii:
- geoplanimetria – pomiary na podstawie płaskich geoprzedstawień (2-wymiarowy):
  - kartometria
  - fotogrametria
  - morfometria
  - fotometria
- geosterometria – pomiary na podstawie przestrzennych geoprzedstawień:
  - stereokartometria
  - stereofotogrametria
  - stereokolorometria,
- geochronometria – pomiary na podstawie trój-, czterowymiarowych geoprzedstawień:
  - kartometria dynamiczna
  - fotogrametria dynamiczna
  - morfometria dynamiczna